# پرخوویتسه
پرخوویتسه (به چکی: Přechovice) یک منطقهٔ مسکونی در جمهوری چک است که در ناحیه ستراکونیتسه واقع شده‌است. پرخوویتسه ۳٫۹۴ کیلومتر مربع مساحت و ۱۰۶ نفر جمعیت دارد و ۴۴۵ متر بالاتر از سطح دریا واقع شده‌است.